# Kecamatan Jatibarang (distrikt i Indonesien, Jawa Tengah)
Kecamatan Jatibarang är ett distrikt i Indonesien.   Det ligger i provinsen Jawa Tengah, i den västra delen av landet, 260 km öster om huvudstaden Jakarta.